# Pietro Basadonna
Pietro Basadonna, född 17 september 1617 i Venedig, död 6 oktober 1684 i Rom, var en italiensk kardinal. Han var släkt med kardinalen Luigi Priuli samt Ludovico Manin, den siste dogen av Venedig.

## Biografi
Pietro Basadonna var son till Alvise Basadonna och Maria Trevisan. Från 1648 till 1652 var han Republiken Venedigs ambassadör i Spanien. Under Basadonnas tid som ambassadör förbättrades relationerna mellan de bägge staterna; kung Filip IV dubbade honom till riddare. År 1664 utnämndes Basadonna till prokurator av San Marco, vilket var Republiken Venedigs näst högsta politiska ämbete.
Den 12 juni 1673 upphöjde påve Clemens X Basadonna till kardinaldiakon och han erhöll i januari året därpå Santa Maria in Domnica som titeldiakonia. Kardinal Basadonna deltog i konklaven 1676, vilken valde Innocentius XI till ny påve.
Kardinal Basadonna avled i Rom år 1684 och är begravd basilikan San Marco Evangelista al Campidoglio, den venetianska nationens kyrka i Rom. Hans gravmonument är utfört av Filippo Carcani.

## Bilder

Kardinal Pietro Basadonnas titeldiakonia
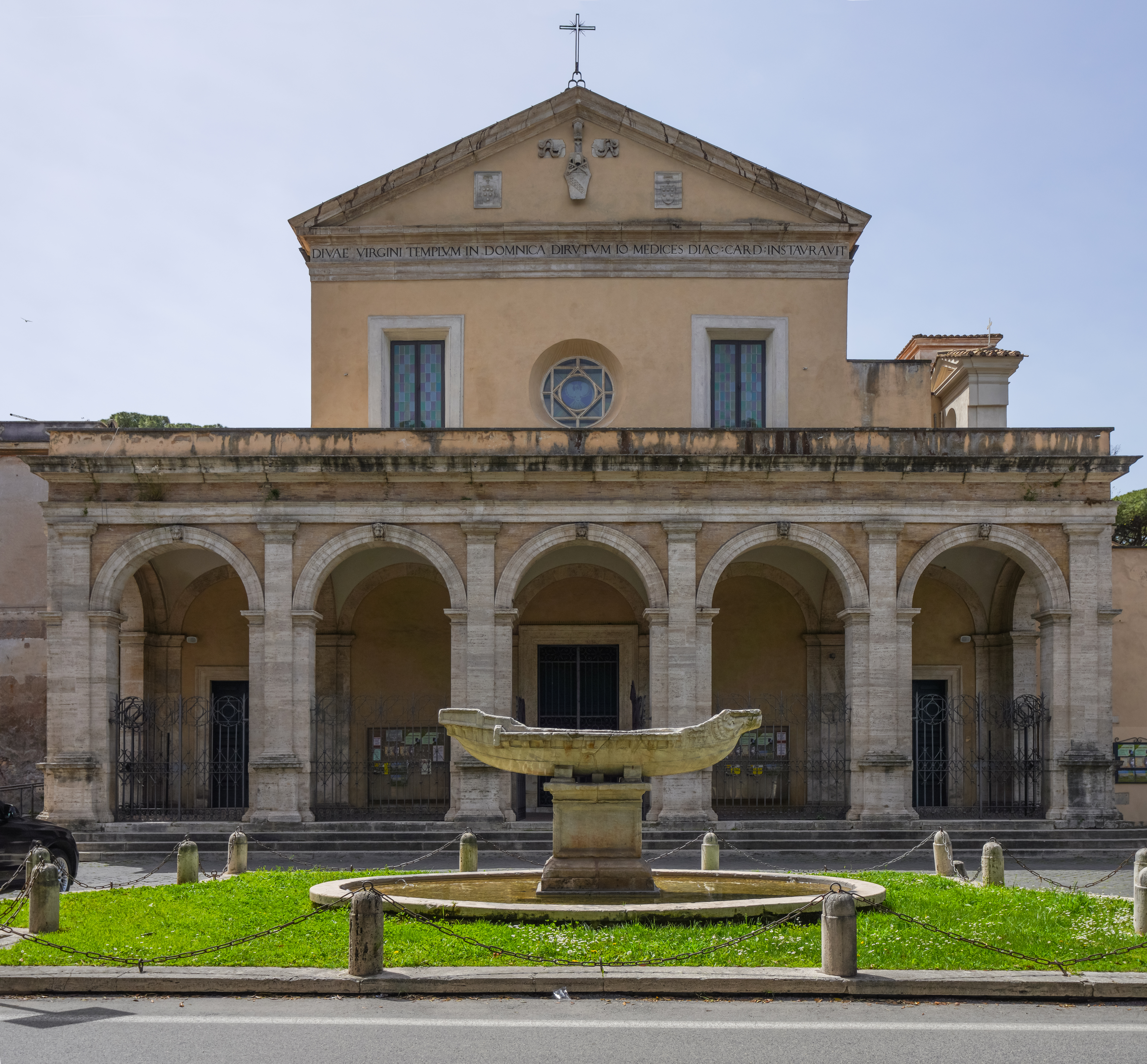
Santa Maria in Domnica.